# Орах (Старо Нагоричане)
Орах (мкд. Орах) је насеље у Северној Македонији, у северном делу државе. Орах припада општини Старо Нагоричане.
У селу Орах се налази Манастир Карпино.

## Географија
Орах је смештен у северном делу Северне Македоније. Од најближег града, Куманова, село је удаљено 20 km источно.
Село Орах се налази у историјској области Средорек, у долини реке Пчиње, на око 540 метара надморске висине. Северно од града се издиже Германска планина.
Месна клима је континентална.

## Становништво
Орах је према последњем попису из 2002. године имао 113 становника.
Огромна већина становништва у насељу су етнички Македонци.
Претежна вероисповест месног становништва је православље.

## Извори
- Попис у Македонији 2002. - Књига 10.